# Jodorowsky's Dune
Jodorowsky's Dune es una película documental estadounidense de 2013 dirigida por Frank Pavich. La película explora el intento fallido del director de cine de culto Alejandro Jodorowsky de adaptar y filmar la novela de ciencia ficción Dune de Frank Herbert de 1965 a mediados de la década de 1970.

## Estreno
Jodorowsky's Dune se estrenó en la Quincena de Realizadores del Festival de Cine de Cannes de 2013 en mayo de 2013. Sony Pictures Classics adquirió los derechos de distribución de la película en América del Norte en julio de 2013, y luego anunció una fecha de estreno en cines el 7 de marzo de 2014.

## Recepción
El sitio web de agregación de reseñas Rotten Tomatoes otorgó a Jodorowsky's Dune una calificación de aprobación del 98% según las reseñas de 122 críticos, con una calificación promedio de 8/10. El consenso del sitio dice: "En parte un tributo reflexivo, en parte un recordatorio agridulce de una oportunidad perdida, Dune de Jodorowsky ofrece una mirada fascinante a una leyenda perdida de la ciencia ficción".Metacritic le da a la película una calificación del 79/100 basada en 31 críticos, lo que indica "críticas generalmente favorables".